# Federico Chiesa
Federico Chiesa (25. listopada 1997.) talijanski je nogometaš koji trenutno igra za Liverpool.

## Omladinska karijera
Chiesa je započeo svoju karijeru u U.S. Settignanese-u, gdje ga je trenirao Fiorentinsko legenda Kurt Hamrin.

## Fiorentina

### Rana karijera
Fiorentini se pridružio 2007. U početku član njihove momčadi iz Giovanilija, Chiesa je raspoređen u sastav mlađih od 19 godina za sezonu 2014–15., I postigao je jedan gol u sedam nastupa za svoju ekipu Primavere. Sljedeće sezone upisao je 23 nastupa i postigao sedam golova. Chiesa je potpisao svoj prvi profesionalni ugovor s Fiorentinom u veljači 2016. godine.

### Sezona 2016. – 17.
Za Fiorentinu je debitirao u gostujućem porazu od Juventusa 2:1, tijekom uvodnog meča sezone 2016. – 17. Trener Fiorentine Paulo Sousa odlučio ga je zamijeniti na poluvremenu s novim igračom koji je došao na posudbu, Cristianom Tellom. 29. rujna Chiesa je debitirao u Europskoj ligi u Fiorentinovoj domaćinskoj pobjedi nad Qarabağom 5-1.  Dana 8. prosinca obilježio je svoj četvrti nastup u Europskoj ligi postigavši svoj prvi ikad seniorski pogodak u gostujućoj pobjedi nad Qarabağom 1:2; kasnije je isključen tijekom iste utakmice zbog dvostrukog žutog kartona. 
Dana 15. siječnja 2017. Chiesa se pojavio kao strijelac gola koji je doveo do pobjede meča u domaćoj pobjedi 2:1 nad rivalom Juventusom, iz dodavanja Milana Badelja; međutim, gol je dodijeljen Badelju, jer, nakon pregleda, reprize nisu potvrdile je li Chiesa skrenuo dodavanje.  Kasnije tog mjeseca, Chiesa je produžio ugovor s Fiorentinom do 30. lipnja 2021. Dana 21. siječnja postigao je svoj prvi pogodak u Serie A u pobjedi 3:0 u gostima nad Chievom. Samo osam dana kasnije, Chiesa je postigao svoj drugoligaški gol u 3-3 domaćem remiju protiv Genoe. Dana 7. svibnja postigao je uvodni gol za Fiorentinu u eventualnom remiju 2:2 protiv Sassuola; ovo mu je treći pogodak za klub, a prvi u Seriji A u gotovo četiri mjeseca. Gol je stigao samo četiri minute nakon promašenja kaznenog udarca suigrača Nikole Kalinića neposredno nakon pola sata.

### 2017. – 2019.
16. rujna sljedeće sezone Chiesa je golom u Derbyju dell'Appennino protiv Bologne obilježio svoj 30. ligaški nastup za Fiorentinu; postigavši otvarač u 51. minuti igre, u konačnoj pobjedi domaćina 2–1.
Dana 30. siječnja 2019. Chiesa je postigao hat-trick u domaćoj pobjedi nad Romom rezultatom 7:1 u četvrtfinalnoj utakmici Coppa Italije.

## Juventus

### Sezona 2020. – 21.
5. listopada 2020. Chiesa je potpisao dvogodišnji ugovor o posudbi s Juventusom; posudba od 3 milijuna eura za prvu sezonu i posudba od 7 milijuna eura za drugu sezonu, uz uvjetnu obvezu kupnje za 40 milijuna eura plus 10 milijuna eura varijabli. 17. listopada Chiesa je debitirao za Juventus, pruživši asistenciju Álvaru Morati i došavši ravno do crvenog kartona u remiju protiv Crotonea na gostovanju 1-1.  U Ligi prvaka debitirao je tri dana kasnije, u pobjedi u gostima od kijevskog Dynama s 2: 0

## Internacionalna karijera
Chiesa je prvi put pozvan u momčad Italije U19 davne 2015. godine. On je zajedno s kolegom iz Fiorentine Simoneom Minelli odabran kao dio preliminarne momčadi Paola Vanolija za 27 članova za UEFA Europsko prvenstvo do 19 godina u Njemačkoj 2016. godine. Chiesa je igrao za Italiju do 19 godina u prijateljskim utakmicama protiv Češke, Španjolske i Francuske. 
2016. godine primio je poziv od Alberigo Evania iz Italije do 20 godina da zastupa stranu na turniru četiri nacije do 20 godina za razdoblje od 2015. do 2016.
U ožujku 2017. godine Chiesa je pozvan od strane šefa Italije U21 Luigija Di Biagioa da predstavlja Azzurrine u prijateljskim utakmicama protiv Poljske i Španjolske. Debitirao je s reprezentacijom Italije U21 23. ožujka 2017., u pobjedi 1-2 protiv Poljske.  Chiesa je pružio asistenciju strijelcu prvog gola Lorenza Pellegrinija.  Zadržao je mjesto u početnoj postavi protiv Španjolske u porazu rezultatom 1: 2 na Stadiu Olimpicu.
Iako je tek u ožujku 2017. pozvan na stranu mlađu od 21 godine, Chiesa je izabran od strane starijeg talijanskog trenera Giana Piera Ventura za neslužbeni prijateljski tim momčadi protiv San Marina u Empoliju 31. svibnja.  Chiesa je u neslužbenom međunarodnom debiju za seniore nastupio u meču, počevši od eventualne pobjede Italije od 8: 0.
U lipnju 2017. godine menadžer Di Biagio uključio ga je u sastav Italije do 21 godine za UEFA-ino europsko prvenstvo do 21 godine 2017.  U uvodnoj utakmici Italije na turniru 19. lipnja namjestio je gol Andrea Petagne ubačajem nakon kornera u pobjedi nad Danskom od 2:0.  Italiju je eliminirala Španjolska u polufinalu 27. lipnja, nakon poraza od 3:1.
U ožujku 2018. dobio je svoj prvi službeni poziv za seniorsku reprezentaciju Italije, pod privremenim menadžerom Di Biagiom, za talijanske prijateljske utakmice protiv Argentine i Engleske kasnije tog mjeseca. 23. ožujka službeno je debitirao za seniore u prijateljskim utakmicama protiv Argentine; Italija je poražena 2-0.
Sudjelovao je s U21 momčadi na UEFA-inom europskom prvenstvu do 21 godine 2019. održanom u Italiji,  gdje je postigao tri gola u grupnoj fazi.
Njegov prvi seniorski međunarodni gol postigao je 18. studenog, u domaćoj pobjedi nad Armenijom od 9-1, u talijanskoj posljednjoj kvalifikacijskoj utakmici za Euro 2020, pod vodstvom menadžera Roberta Mancinija; tijekom meča je asistirao za dva pogotka: prvi pogodak Ciro Immobileta i drugi pogodak Riccarda Orsolinija